# Skön Elisif
Skön Elisif, död 1389, var namnet på en fiktiv svensk katolsk nunna som under detta namn blev känd och besjungen för sin kärlekshistoria. Hon är den Elisif som omsjungs i Elisifs visa.
Hon var enligt visan dotter till riksmarsken Erik Kettilsson Vasa.
Hon placerades av sin far som nunna i Riseberga kloster. En tysk riddare i tjänst hos Sveriges kung, Albrekt av Mecklenburg, kallad Berharnd den långe, blev förälskad i henne under ett besök i klostret. Han fick Albrekts stöd att gifta sig med henne, men detta avslogs av hennes far. Bernhard fick då Albrekts stöd att kidnappa henne, vilket han gjorde. Detta ska ha varit orsaken till att hennes far anslöt sig till drottning Margareta; han deltog i slaget vid Falköping 1389 då Albrekt besegrades. Bernhard flydde efter slaget med Elisif till Gotland, men drunknade på vägen. Elisif räddades ur havet av en fiskare, som via biskop Nils Hermansson av Linköping återförde henne till Riseberga kloster. Hon ska dock ha avlidit strax efter tillbakakomsten.
Biskop Nils Hermansson av Linköping (död 1391), uppges ha diktat Elisifs visa om hennes öde. Detta har dock senare betvivlats.